# Cruz (Ceará)
Cruz, amtlich portugiesisch Município de Cruz, ist eine Gemeinde im Nordosten Brasiliens im Bundesstaat Ceará. 2018 wurde die Bevölkerung, die cruzenses (Cruzenser) genannt werden, auf 24.131 Einwohner geschätzt. Bei rund 330 km² Gemeindefläche liegt die Bevölkerungsdichte bei 68 Personen pro km.
Cruz liegt am Fluss Rio Acaraú in der Nähe des Atlantischen Ozeans, etwa 235 km nordwestlich von Fortaleza, der Hauptstadt des Bundesstaates Ceará. Cruz war ursprünglich ein Teil der Stadt Acaraú, bis sie sich 1985 nach einer Volksabstimmung endgültig von dieser trennte.

## Geschichte
Erste kartographische Aufzeichnungen durch die Portugiesen gehen bis ins 17. Jahrhundert zurück. Das Gemeindegebiet von Cruz wurde dabei ursprünglich von den Tremembé-Indianern bewohnt. Cruz entstand als kleiner Weiler und wurde 1958 der Gemeinde Acaraú zugeschlagen. 1963 teilte sich Cruz wieder von Acaraú und wurde zu einer selbständigen Gemeinde mit dem Namen São Francisco da Cruz. Zwei Jahre später wurde diese Entscheidung wieder aufgehoben, Cruz fiel erneut an Acaraú. Dies blieb so bis zum Januar 1985, als die Gemeinde erneut selbständig wurde, diesmal mit dem heutigen Namen Cruz.

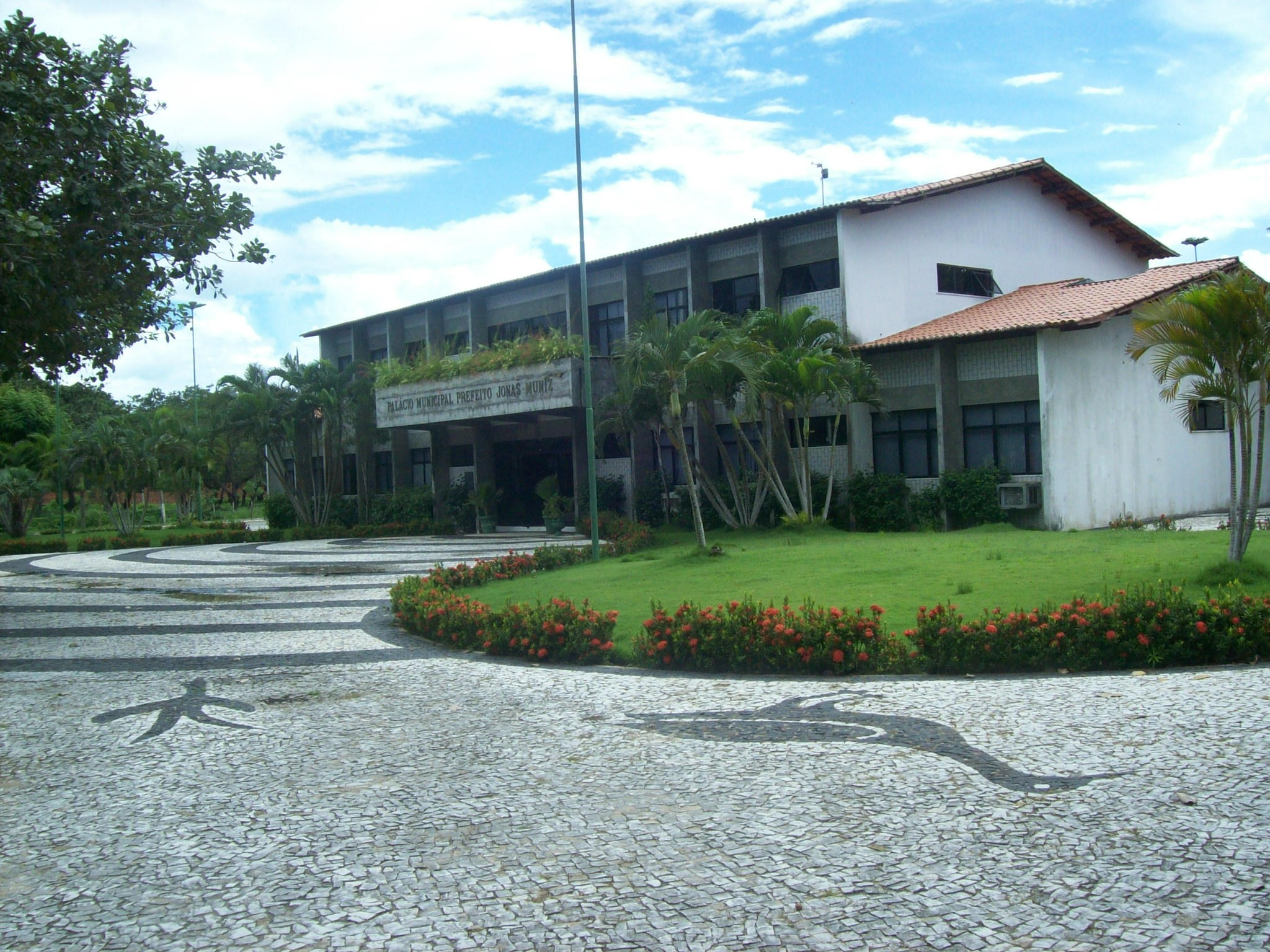
Rathaus von Cruz, Centro Administrativo 14 de Janeiro
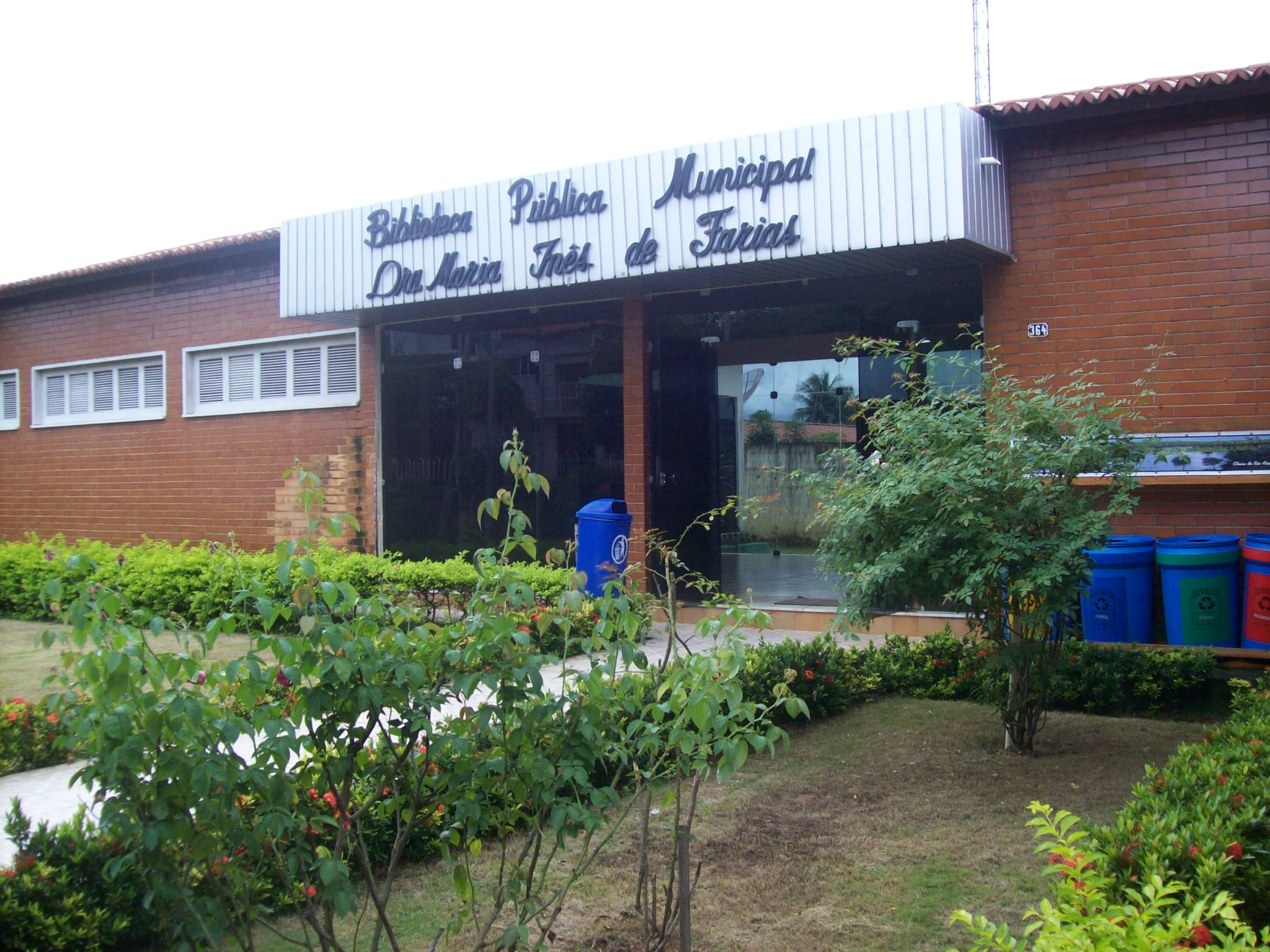
Gemeindebibliothek Dra. Maria Inês de Farias

## Geographie

### Klima
Tropisch heiß und halbtrocken, aber wegen der Nähe zum Meer angenehm und gesund, mit mittleren Jahresniederschlägen von 1093 mm, wobei sich die Regenzeit auf die Monate Januar bis April konzentriert.

### Landschaft und Vegetation
Die Region von Cruz ist geprägt durch eine Küstenebene mit geringen Einschnitten und Erhebungen, mit Ausnahme der Dünen direkt am Atlantik, die teils befestigt sind, teils aber auch gewaltige Wanderdünen bilden. Während die Dünen teilweise mit Gräsern und Kräutern bedeckt sind, findet man im Anschluss daran Wälder, die landeinwärts in die Dornensteppe der Caatinga, einer Landschaft des Sertão, übergehen.

### Wirtschaft
Die Gemeinde ist stark landwirtschaftlich geprägt. Produziert werden vor allem: Cashew-Nüsse, Maniok, Mais, Grüne Bohnen, Baumwolle, Süßkartoffel, Wassermelone, Kokosnuss und Carnaubawachs. Ein Teil der Bevölkerung lebt von der Viehzucht. Aber auch der Tourismus spielt zunehmend eine wichtigere Rolle.

### Sehenswürdigkeiten
Der direkt am Atlantik liegende Teil von Cruz, Praia do Preá (Strand von Preá), ist 8 km lang. Er ist Teil des Küstenstreifens von Ceará, der mit 573 km Ausdehnung einer der längsten Strände Brasiliens ist, reich an Dünen, schroff abfallenden Klippen, Kokospalmen-Hainen und Süßwasser-Lagunen.
Cruz ist mit dem Gemeindeteil Praia do Preá zu 33 % am Parque Nacional de Jericoacoara beteiligt, der eine Fläche von 62,95 km² aufweist, und am 23. September 2002 eingerichtet wurde, um die einzigartigen Wanderdünenfelder und deren Fauna und Flora zu schützen.

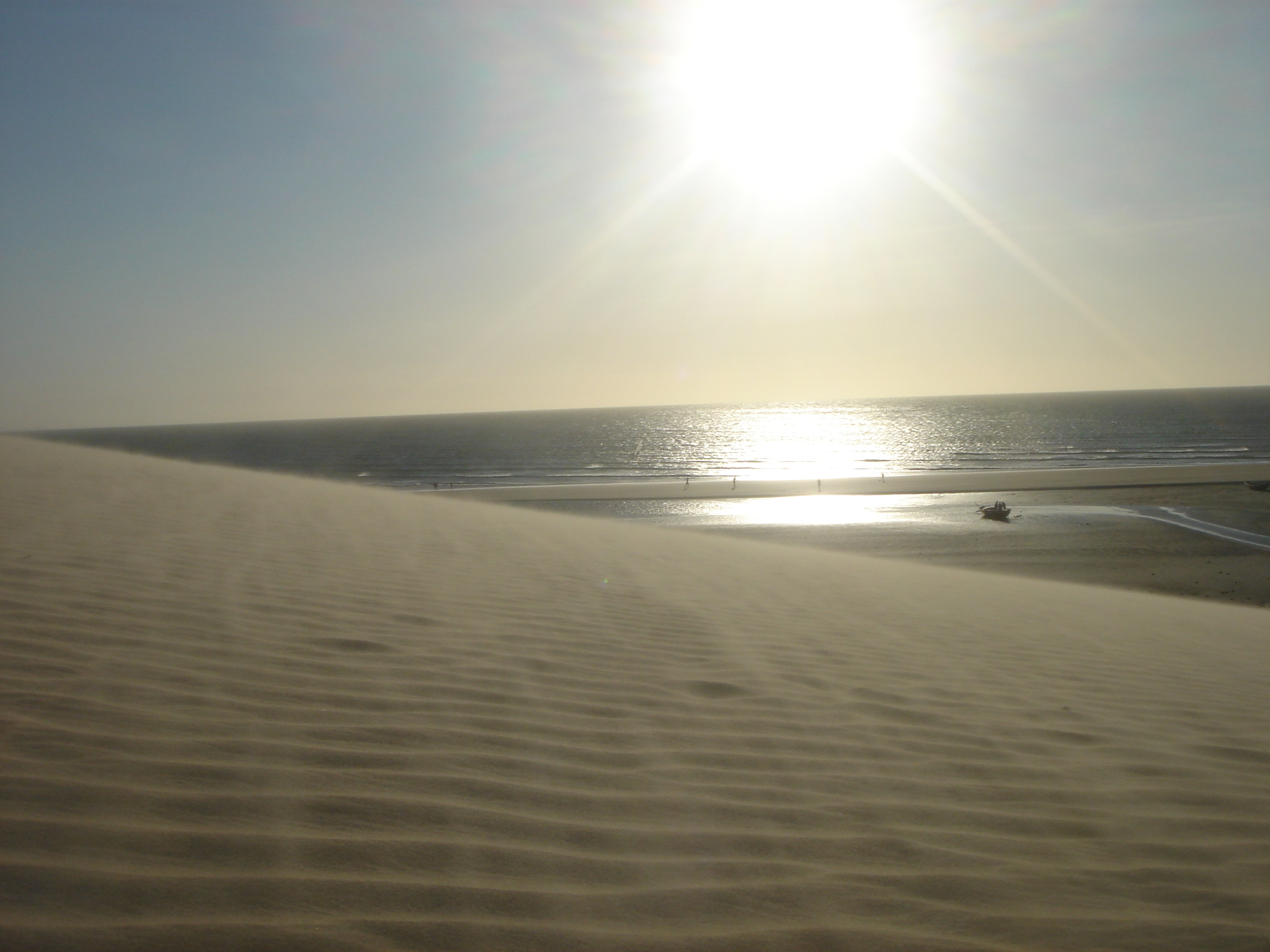
Dünen im Parque Nacional de Jericoacoara
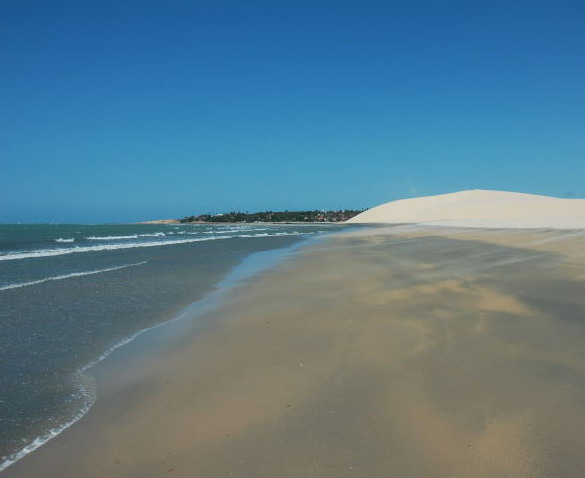
Strand mit Düne
Blick über die Dünenlandschaft, Nationalpark

Vor 1980 war dieser Teil der Küste von verschlafenen Fischerdörfern zwischen gewaltigen Dünen geprägt. Ab 1984 setzten erste Bemühungen ein, dieses einzigartige wilde Paradies zu schützen, denn es zeichnete sich bereits damals ab, dass der Küstenstreifen um Jericoacoara zu einem der besten und bekanntesten Windsurfer- und Kitesurfer-Reviere der Welt werden würde, da der Wind von Ende Juli bis Ende Dezember nahezu jeden Tag mit mehr als 5 Beaufort bläst.
1994 schließlich kürte die Washington Post diesen Strand zu einem der 10 schönsten Strände der Erde.
Beinahe wäre dieser Strandabschnitt bereits sehr viel früher weltweit bekannt geworden. Denn es gibt einen Bericht von Vicente Yáñez Pinzón (Kapitän der Karavelle Niña, aus der Flotte des Christoph Kolumbus), der 1499 in der Bucht von Jericoacoara ankerte. Aber dies blieb damals inoffiziell wegen des Vertrages von Tordesillas, denn danach besaß Spanien keinen Anspruch auf dieses Gebiet.
Von Praia do Preá aus erreicht man auch Lagoa Azul und Lagoa Paraíso, in Wirklichkeit ein lang gestreckter See landeinwärts hinter den Dünenfeldern – mit einer Fläche von 30 km² – in der Öffentlichkeit Jijoca-See genannt. Die Ufer des Lagoa Azul sind wenig besucht, während Paraíso touristisch erschlossen ist. Es ist ideal zum Windsurfen – Motorboote sind untersagt – und eine Fahrt auf dem Floss ist aus ökologischer Sicht empfehlenswert.